# FCER-Klasse 101
Die Lokomotiven der FCER-Klasse 101 und FCNEA-Klasse 108 waren Dampflokomotiven der Bauart Garratt. 

## Geschichte
Nachdem die Eigentümer der beiden argentinischen Eisenbahngesellschaften Entre Ríos Railway, (spanisch: Ferrocarril de Entre Ríos, abgekürzt: FCER) und Argentine North Eastern Railway, (spanisch: Ferrocarril Nordeste Argentino, abgekürzt: FCNEA), bereits seit 1925 erfolgreich Garratts im Güterverkehr einsetzten, entschloss man sich auch Garratt-Lokomotiven für den Einsatz vor Personenzügen bei Beyer-Peacock in England zu bestellen. 
Ursprünglich war eine (1'B1')(1'B1')-Version im Gespräch, aber man entschied sich schließlich für die Achsanordnung (2'B1') (1'B2'). 1927 entstanden 5 Exemplare für die FCER und 1930 drei Stück für die FCNEA. Dies waren die letzten vorhandenen Garratts in Argentinien. Von Zeit zu Zeit wurden sie an die Paraguay Central Railway ausgeliehen. 1977 wurde eine dieser Maschinen vor sich hin rostend in den paraguayischen Bahnwerkstätten in Sapucaí gesehen. Über den weiteren Verbleib ist nichts bekannt.
Neben zwei 1912 für die Tasmanian Government Railways gebauten Lokomotiven, waren dies die einzigen jemals gebauten Beyer-Garratt-Lokomotiven mit dieser Achsanordnung.

## Lokomotivliste
| Gesellschaft | Bahnnummer             | Fabriknummer | Anzahl | Baujahr |
| ------------ | ---------------------- | ------------ | ------ | ------- |
| FCER         | 101–105                | 6360–6364    | 5      | 1927    |
| FCNEA        | 108–110 später 201–203 | 6645–6647    | 3      | 1930    |